# Antoniewicz Roland
Antoniewicz Roland, teljes nevén Antoniewicz Roland József (lengyelül: Roland Józef Antoniewicz, Budapest, 1946. február 16. –) lengyel-magyar származású újságíró, filmrendező.

## Magánélete, életútja
Édesapja Zdzislaw Jan Antoniewicz újságíró, aki 1939-ben lengyel menekültként került Magyarországra.
Antoniewicz Roland 1946-ban Budapesten született, magyar édesanyától. Lengyelországban nőtt fel, állítása szerint 1967 óta élt Magyarországon. 1974-ben került a Lapkiadó Vállalathoz, ahol lapszemlékkel foglalkozott, majd a Magyar Hét lengyel nyelvű számánál dolgozott. Emellett a Múltunk, a Valóság, az Élet és Irodalom és a Film Színház Muzsika közölte írásait.
1989-es interjúja alapján boldog házasságban élt, négy gyermek édesapjaként. Lengyel állampolgár.

## Politikai szerepvállalása
1988-ban a Magyar Ifjúsági Szervezetek Országos Tanácsának (MISZOT) egyik alapítója.
1989 júniusában a 168 óra készített vele interjút. Ebben kifejezte ellenérzését az akkor folyó rendszerváltozással szemben. Többek közt elítélte Nagy Imre rehabilitációját, Zwack Péter visszahívását az országba, Pozsgay Imre megszólalásait, a kapitalizmus visszaállítását. Kijelentette, hogy a minisztérium ellenforradalmárokból áll.

„Én már azon sem fogok csodálkozni, ha a következő lépésben Horthy Miklóst fogják rehabilitálni. Netalántán elvtársnak fogják kinyilvánítani. A következő lépésben már csak Szálasiék politikai-jogi rehabilitálása vár ránk. Jöhetnek aztán Prónay elvtársék rehabilitálásával elő. Mi meg vonulhatunk vissza az illegalitásba.”

Sarkos véleményétől az MSZMP több tagja is elhatárolódott, többek közt Szokolay Katalin, az MSZMP Politikai Főiskolájának tanára. Szokolay véleménye szerint Antoniewicz „úgy lép fel, mint a Lengyel-Magyar Baráti Körnek a vezetőségi tagja, illetve mint ennek a nem létező csúcsszervezetnek a tagja”, valamint kijelenti, hogy Antoniewicz „hajlamos arra, hogy téves állításokat közöljön”.
Ugyanabban a hónapban Rózsa-Flores Eduardóval közösen a Szocialista Ifjúsági Szövetség nevében szimpátiatüntetést szerveztek Kádár János nyugalmazott főtitkár háza elé, ám a tüntetésre végül nem kerül sor.
1989 szeptemberében az MTV munkatársának adta ki magát, majd a Budapest Tourist egyik irodájában a „Magyar Nyilaskeresztes Párt” újjáalakulásáról szóló röplapot készített. A röplapról fénymásolatokat készíttetett és azokat feladó nélkül elküldte, többek közt napilapoknak is. Az ügyben folyt nyomozás során megállapították, hogy az Antoniewicz által bemutatott Kádár János Társaság igazából nem létezik, bejegyeztetésére kísérlet sem történt; így a Társaságra hivatkozva Antoniewicz többszöri magánokirat-hamisításban is vétkes. A kirendelt igazságügyi elmeorvosszakértő szerint Antoniewicz kóros személyiségszerkezete jelentős mértékben elősegítette a cselekmény elkövetését. Az ügyben rémhírterjesztés vétsége és más bűncselekmények elkövetésének alapos gyanúja miatt indult nyomozás. Antoniewicz a bűncselekményt elismerte, azonban értékelése szerint akciója „szelíd figyelmeztetés, hogy szélsőjobboldali veszély ütötte fel a fejét a közéletben”. Felfüggesztett börtönbüntetésre ítélték.
A Pest megyei rendőrfőkapitányságok állambiztonsági szervei által írt jelentés szerint feltételezhető, hogy „Antoniewicz hosszú ideig az NDK-, jelenleg és folyamatosan román forrásokból jelentős összeghez jut, ezért is tudja 4 gyermekes családját munkaviszony nélkül, gondtalanul eltartani.”
A rendszerváltás után a Piarista Diákszövetségbe jelentkezett, de nem vették fel.
1995-ös interjújában már azt állította, hogy gyermekkora óta jobboldali beállítottságú és kommunistaellenes volt, és hogy a Kádár János Társaságba az állambiztonsági szervek kényszerítése miatt kellett belépnie.

## Örmény trónkövetelőként
1992-es hír szerint Jerevánban Roland von Bagratuni-Antonjan-Boloz néven bejelentette, hogy a Bagrati-Bagratuni dinasztia leszármazottja.

„Egyesíteni kell Hegyi Karabahot Észak-Kaukázussal és meg kell koronázniok engem Sztyepanakertben. Pont most vagyok abban a korban, amilyenben annak idején Nagy Tigran örmény cárt koronázták.”

Örmény trónörökösként már 1991-ben a Debreceni Baromfi-feldolgozó Vállalat megvásárlásával is megpróbálkozott.
A Pesti Hírlapnál készült interjújában már azt is állította, hogy családját a szocializmus alatt a KGB és a török titkosszolgálat is üldözte. A hírlap kérésére Gudenus János is megvizsgálta az Antoniewicz által bemutatott családfát, amely állítólagos királyi származását igazolja. Gudenus véleménye szerint a családfán „az utolsó 200 év ellenőrzésre szorul”.
A magyarországi Örmény Katolikus Lelkészség elhatárolódott személyétől, csalónak, szélhámosnak nevezve őt.
1998-től Magyarországi Örmények Szövetsége nevében toborzott tagokat, hogy a kisebbségi önkormányzati választáson indulhassanak.

## Állítólagos tisztségei, kitüntetései
Egy vele készült 1985-ös cikk alapján riportfilmjéért Koszalin város tanácsának VB elnöksége Koszalinért Becsületrenddel tüntette ki; ugyanitt azt is állítja, hogy a Lengyel Szocialista Ifjúsági Szövetség Központi Bizottsága Elnökségének oklevelét is elnyerte.
Ezen kívül az alábbi tisztségeket viselte saját állítása szerint:
- főcserkész,[7]
- a Münnich Ferenc Társaság tagja,[7]
- a Kádár János Társaság elnöke (később cáfolva),
- a Lengyel-Magyar Baráti Kör vezetőségi tagja (később cáfolva),[8]
- a Magyar-Lengyel Egyesületek Országos Szövetsége (nem volt bejegyezve ilyen szervezet),[8]
- a Magyar-Lengyel Országjáró Diákszövetség Országos Vezetőségének elnöke,[7]
- a Magyarországi Örmények Szövetsége elnöke.[17][19]

## Filmjei, film- és sorozatszerepei
- Utcalabirintus (1983, rendező)
- Ékezet (1977, színész)
- Linda, TV-sorozat (1984, színész)